# Penicillaria meeci
Penicillaria meeci là một loài bướm đêm trong họ Noctuidae.